# Directiva Hàbitats
La Directiva Hàbitats, legal i formalment Directiva 92/43/CEE, és una directiva de la Unió Europea adoptada el 1992, que té per objecte la conservació, la protecció i la millora de la qualitat del medi ambient, inclosa la conservació dels hàbitats, així com de la fauna i flora silvestres, al territori europeu dels Estats membres al que s'aplica el Tractat. El seu nom complet és Directiva relativa a la conservació dels hàbitats naturals i de la fauna i flora silvestres.

## Context
És una de les dues directives de la UE amb relació a la vida silvestre i la conservació dels recursos. L'altra és Directiva Aus.
Es va desenvolupar per començar a protegir a 220 hàbitats i un miller d'espècies espècies incloses a les directives annexes (annexos I cobreix hàbitats, annexos II, IV & V espècies). Són per a espècies i hàbitats que es consideren d'interès europeu, seguint els criteris de les directives.
La directiva ordena crear una xarxa de zones especials de conservació (ZEC), que amb les existents zones d'especial protecció per a les aus (ZEPA) formin una xarxa de llocs protegits a través de Natura 2000.

## Regions biogeogràfiques
Estableix una llista dels llocs d'importància comunitària per a cadascuna de les set regions biogeogràfiques següents: alpina, atlàntica, boreal, continental, macaronèsica, mediterrània i panònica.
Posteriorment, després de la incorporació a la Unió Europea de Romania i Bulgària, s'afegeixen llocs de les regions estèpiques i del Mar Negre, per protegir àrees específiques d'aquests dos països.

## Manual d'interpretació
Té la categoria de document científic de referència. Està basat en l'anterior versió EUR 15, que va ser adoptada pel Comitè d'Hàbitats a l'octubre de 1999, però incorpora els nous tipus d'hàbitat afegits al març de 2002 a conseqüència de la incorporació a la UE de 10 nous estats.